# Русское масонство в мире
Русское масонство в мире — русские масоны и масонские ложи, появившиеся за пределами России, и ставшие в силу разных причин (запретов, революций, преследования властей) самодостаточным явлением.

## История

### В конце XIX века
Первыми посвящёнными за пределами Российской империи были граждане Российской империи которые проживали постоянно за пределами России или были вынуждены покинуть родину из-за различных обстоятельств.
Одним из таких активных масонов оказавшимся на какое-то время за пределами России, стал Павел Николаевич Яблочков — электротехник, военный инженер, изобретатель и предприниматель. Пребывая в Париже он прошёл масонское посвящение в ложе «Труд и истинные верные друзья». Впоследствии, в 1887 году, создал вместе с другими русскими масонами проживавшими также в Париже ложу «Космос». В эту легендарную ложу вошли такие известные масоны, как: Максим Максимович Ковалевский, Евгений Валентинович Де Роберти, Нестор Александрович Котляревский и др.. Яблочков хотел превратить ложу «Космос» в элитарную, объединяющую в своих рядах лучших представителей русской эмиграции в области науки, литературы и искусства. Однако после смерти Павла Николаевича, созданная им ложа на какое-то время прекратила свои труды. Она сумела возобновить свои работы только в 1899 году. Общая численность ложи за всё время её существования составила 40 масонов.
Ещё одной видной русской ложей конца XIX века стала «Англо-саксонская ложа», которая была основана в 1890 году. Ложа проводила свои работы на английском языке по ритуалу Эмулейшн. Численность ложи за всё время её существования составила 29 масонов.

### В начале XX века
Бурный расцвет русского масонства в мире пришёлся на 20-30-е годы XX века. После Октябрьской революции 1917 года масонские организации в России были запрещены, а масоны преследовались, вследствие чего русские ложи стали активно развиваться за пределами России.
Это были ложи:
«Астрея» № 500, «Северное сияние» № 523, «Гермес» № 535, «Золотое руно» № 536, «Юпитер» № 536, «Прометей» № 558, «Гамаюн» № 624, «Лотос» № 638, «Международная дружба».
Общая численность русских масонов в ВЛФ составляла 1571 человек.
В организации дополнительных степеней входили:
- Ложа совершенствования (4-14°): «Друзья любомудрия» № 542[16].
- Капитул (15-18°): «Астрея» № 495[17].
- Ареопаг (19-30°): «Ordo ab Chao» № 639[18].
- Консистория (32°) : «Россия» № 563[19].
- Русский совет 33 степени[20].

Общая численность русских членов дополнительных степеней составляла 500 масонов.
Под юрисдикцией Великого востока Франции находились ложи: «Северная звезда», «Братство», «Братство народов», «Будущее», «Масонский авангард», «Эрнест Ренан», «Реформаторы», «Роза совершенной тишины», «Свободная Россия».
Общая численность русских масонов ВВФ составляла 353 человека.
В Le Droit Humain входили ложи: «Аврора», «Граф де Сен-Жермен», «Любовь» (Брюссель). Общая численность этих лож была 85 братьев и сестёр.
С 1922 по 1933 годы в Берлине работала русско-немецкая ложа «Великий свет Севера». Численность ложи до 1933 года была 109 масонов.
С 1926 по 1940 годы в Белграде работала ложа «Максим Ковалевский».
В 1931-33 годах, в Шанхае, под эгидой Великой ложи Вены, работала русская ложа «Свет Востока».
В разных странах и на почти всех континентах работали кружки русских масонов, создавались всевозможные общества и объединения. В Англии работал «Кружок русских масонов в Англии», в Нью-Йорке «Масонская группа (клуб) Россия», в Германии (в Вильмерсдорфе, пригород Берлина) «Объединение русских масонов», во Франции; в Париже; «Временный комитет российского масонства», «Объединение славянских масонов во Франции», «Совет Объединения русских лож Древнего и принятого шотландского устава», группа «Лицом к России», и «Кружок русских масонов на юге Франции».
Если в той или иной стране не было русской ложи, то русские масоны состояли в местных ложах. Так русские масоны были во французских, бельгийских, итальянских, английских, немецких, голландских, датских, китайских, египетских, польских, румынских, американских, югославских, мексиканских, бразильских, эквадорских, турецких, болгарских и многих других ложах.

### «Астрея»
Особое место в истории русского масонства занимают масонские организации носившие название Астрея. На протяжении последних 100 лет существовали и продолжают свои работы капитулы и ложи под этим названием.

#### Капитул «Астрея» № 495
Инициативная группа по созданию розенкрейцерского капитула русских масонов ДПШУ провела свою первую встречу на квартире Ф. Ф. Макшеева 21 декабря 1920 года. Смета капитула была обсуждена 26 февраля 1921 года. Разрешение на открытие капитула было получено от Верховного совета Франции в июне 1921 года, одобрено создание капитула этой же инстанцией 25 января 1922 года. Основан 15 ноября 1921 года, и официально открыт 21 ноября 1921 года.
Работал по третьим субботам месяца в составе Верховного совета Франции в масонском храме на улице Пюто под № 495. Первоначально предназначался для посвящения в 4 − 18°, в 1925 году передал часть функций ложе усовершенствования «Друзья любомудрия» и стал принимать лишь в 15−18°. В 1972−1974 работал совместно с капитулом «Ле Тринитер» (основан 27 марта 1831 года Верховным советом Франции под № 44), затем прекратил свою работу. Формально капитул существовал до закрытия русских лож ВЛФ в Париже в 1979 году.

#### Ложа «Астрея» № 500 ВЛФ
Ложа была основана 10 декабря 1921 года, инсталлирована 14 января 1922 года. Работала по Древнему и принятому шотландскому уставу в парижском масонском храме ВЛФ на улице Пюто, 8 (за исключением времени существования Русского масонского дома на улице Иветт, 29) в составе Великой ложи Франции. Была закрыта, как и все русскоязычные ложи ВЛФ 15 декабря 1979 года.
Она была самой большой русской ложей во Франции. Членами ложи были 344 русских масона.

#### Попытка создания Великой ложи «Астрея» во Франции
В апреле 1922 года был создан «Временный комитет российского масонства», который одной из своих задач видел создание великой ложи в которую вошли бы все русские масонские ложи созданные во Франции, а с 1925 года началась работа по созданию своей суверенной великой ложи. В ходе этой работы члены комитета обратились к Великой ложе Франции с просьбой об учреждении будущей новой великой ложи, но из-за отсутствия национальной территории их просьба в том же году была отклонена. Для рассмотрения вопроса о будущей «Великой ложе Астрея» в ноябре 1925 года была создана комиссия. После создания консистории «Россия» (32° ДПШУ) комитет фактически прекратил работу. Затем деятельность комитета была переведена в «Совет объединения русских лож Древнего и принятого шотландского устава».

#### Ложа «Астрея» № 312 НВЛЕ
Основана в мае (июне) 1927 года по предварительному сношению с Парижем для работ на русском языке по ДПШУ. Входила в состав Национальной великой ложи Египта под № 312. Работала в помещении масонского храма по адресу — бульвар Загло, 15. С 1930 года работы стали проходить на французском языке. В 1931 году в ложе остался один русский масон. А в 1935 году работы стали проходить на английском языке.

#### Ложа «Астрея» № 100 ВНЛФ
В 1964 году в Великой ложе Франции произошёл раскол, в ходе которого из состава ВЛФ вышло 800 масонов. Все вышедшие перешли в Великую национальную ложу Франции. Русскоязычные братья, в 1964 году, учредили ложу «Астрея». 23 июня 1965 года ложа «Астрея» была инсталлирована и освящена, и ей был присвоен № 100 в реестре ВНЛФ.

#### Ложа «Астрея» № 1441 ВЛФ
В мае 2010 года из ложи «Астрея» № 100 (ВНЛФ) вышла часть русскоязычных братьев, которые образовали ложу «Астрея» и подали прошение на вхождение в Великую ложу Франции. 19 июня 2010 года состоялась ритуальная инсталляция ложи «Астрея» в составе Великой ложи Франции. Ложа «Астрея» была принята в ВЛФ, и ей был присвоен новый реестровый номер — 1441.
5 июня 2011 года, на Востоке Санкт-Петербурга прошло совместное торжественное ритуальное собрание лож «Астрея» ОВЛР и «Астрея» № 1441 ВЛФ. В ходе проведения собрания была представлена книга «Исторический союз русских лож».
В 2012 году ложа «Астрея» № 1441 (ВЛФ) стала проводить собрания на французском языке. Осенью 2014 года ложа «Астрея» № 1441 (ВЛФ) была закрыта.

### В конце XX века
Во время германской оккупации Франции (1940—1944) русские ложи были закрыты вместе со всеми французскими ложами.
После Второй мировой войны возобновили свои работы не все русские ложи. Многие ложи существенно уменьшились по численности, а некоторые соединились с другими такими же малочисленными ложами или полностью прекратили свои работы.
В декабре 1979 года все русские ложи в Великой ложе Франции были закрыты.
В январе 1991 году, в Париже, в Великой ложе Франции, была открыта ложа «Александр Сергеевич Пушкин» № 1101.
19 декабря 1992 года в Париже была открыта административная ложа «Григорий Вырубов». В неё вошли потомки русских эмигрантов — члены французских лож Великого востока Франции, которые не проявляли (в отличие от некоторых французов) большой активности при появлении лож в России. Деятельность ложи «Григорий Вырубов» сводилась в основном к информационным сообщениям о положении в России.

### В XXI веке
9 апреля 2006 года, в Тель-Авиве, была учреждена и торжественно инсталлирована русскоязычная ложа «Моцарт» № 85 (Великая ложа Израиля).
В мае 2010 года из ложи «Астрея» № 100 (ВНЛФ) вышла часть русскоязычных масонов, которые учредили ложу «Астрея» и подали прошение на вхождение в Великую ложу Франции. 19 июня 2010 года состоялась ритуальная инсталляция ложи «Астрея». Ложа «Астрея» была принята в ВЛФ, и ей был присвоен новый реестровый номер — 1441. В 2012 году ложа «Астрея» № 1441 (ВЛФ) стала проводить собрания на французском языке. Осенью 2014 года ложа «Астрея» № 1441 (ВЛФ) была закрыта.
15 июня 2013 года, в Берлине, под юрисдикцией Великой ложи древних вольных и принятых каменщиков Германии, возобновила работы русскоязычная ложа «Великий свет Севера».